# Muir-Torre-Syndrom
Das Muir-Torre-Syndrom ist eine seltene angeborene Erkrankung und gilt als Variante des hereditären non-polypösen kolorektalen Karzinoms (Lynch-Syndroms), bei welchem zusätzlich Hauterscheinungen zu beobachten sind. In der medizinischen Datenbank Orphanet wird das Syndrom nicht mehr als eigenständig angesehen.
Von Muir u. a. 1967 und Torre 1968 erstmals beschrieben, treten neben den vorzugsweise im rechten Kolon lokalisierten Karzinomen sowie Urothel- und Endometriumkarzinomen auch multiple benigne und maligne Talgdrüsentumoren und Keratoakanthome der Haut auf.

## Vorkommen
Die Häufigkeit ist nicht bekannt, bislang wurde über etwa 200 Betroffene berichtet. Das Verhältnis männlich zu weiblich liegt bei 3 zu 2, die Krankheit kann im Jugendalter beginnen, der Median liegt bei 53 Jahren. Die Vererbung erfolgt autosomal-dominant mit hoher Penetranz und variabler Genexpression. MTS kommt beim Lynch-Syndrom in 28 % betroffener Familien und in 9 % bei Betroffenen vor.

## Ursache
Ursachen sind unter anderem Mutationen in Genen, die für DNA-Mismatch-Reparaturproteine kodieren: im MLH1-Gen auf Chromosom 3 Genort p22.2 und im MSH2-Gen auf Chromosom 2 an p21-p16.3.
Mutationen in diesen Genen finden sich auch beim Mismatch-Reparatur-Defizienz-Syndrom.

## Klinische Erscheinungen
Klinisches Hauptmerkmal ist die Kombination vom mindestens einem Tumor der Talgdrüsen und mindestens einem Malignom innerer Organe, häufig im rechten Kolon lokalisierte Karzinome sowie Urothel- und Endometriumkarzinome.
Talgdrüsentumoren sind aggressive Neoplasie, nach lokaler Resektion kommt es in etwa 30 % zu lokalen Rezidiven innerhalb von 5 Jahren. Metastasierung kommt auch vor.

## Diagnostik
Zur Diagnostik wird die Immunhistochemie empfohlen.

## Differentialdiagnostik
Abzugrenzen sind:
- Basalzellkarzinom
- Hautveränderungen beim Gardner-Syndrom, bei Tuberöser Sklerose
- extramammärer Morbus Paget
- Keratoakanthom
- Gorlin-Goltz-Syndrom (Basalzellnävus-Syndrom)
- Trichoepitheliom

## Therapie
Zur Behandlung kann die orale Gabe von Isotretinoin und Alpha-Interferon versucht werden. Dieses Medikament kann die Tumorentwicklung hemmen.